# 싱싱 손자병법
《싱싱 손자병법》은 1998년 10월 13일부터 1999년 4월 27일까지 KBS 2TV에서 방송되었던 샐러리맨들의 직장생활을 코믹하게 그린 드라마이다.
한편, "IMF 특수 드라마"의 장점을 살렸으나 비난 여론에 휘말려 99년 봄 개편으로 막을 내려야 했다.

## 등장 인물
- 오현경 : 오장수 역 - 한영화장품 만년부장
- 김기현 : 한영화장품 본부장 역
- 권용운 : 유현덕 역 - 팀장
- 임호 : 조한조 역 - 대리
- 하유미 : 우연희 역 - 팀장
- 장진영 : 한송이 역 - 사원
- 유태웅 : 정관우 역 - 사원
- 강성진 : 여민구 역 - 사원
- 이종수 : 장혁 역 - 사원 (중도 하차)
- 황지온 : 오이지 역 - 사원 (중도 하차)
- 이수아 : 공주희 역 - 사원 (중도 투입)
- 박남현 : 경비원 역
- 김하균
- 방은희 : 초선 역 - 카페 사장
- 최지숙
- 박진희
- 이창명 : 중국집 주인 역/사채 업자 역(특별출연)/택시기사 역(특별출연)
- 김민경
- 안성민
- 한경선
- 김여랑
- 제니퍼 클라이드
- 이참 : 미국 유브이사 한스 프리드만 역 (특별출연)
- 김린
- 안지운
- 박칠용
- 손종범
- 조철남
- 안석환
- 박용식
- 유재석
- 이재포
- 전원주
- 홍석천
- 김지혜
- 이한위
- 이주경
- 한상혁
- 김미성
- 박성희
- 김묘선
- 김영옥(특별출연)
- 고두옥
- 이용식(특별출연)
- 강경헌

## 방영 목록

### 1998년
| 회차 | 방송일    | 제목 (내용)         | 다시보기 | 비고                                                                             |
| ---- | --------- | ------------------- | -------- | -------------------------------------------------------------------------------- |
| 1    | 10월 13일 | 신발끈을 묶어라     |          | 첫 방송                                                                          |
| 2    | 10월 20일 | 외상은 안되나요?    |          |                                                                                  |
| 3    | 11월 3일  | 세상은 넓다         |          | 10월 27일에는 6시부터 프로야구 한국시리즈 4차전 <현대 VS LG> 중계가 길어져 결방. |
| 4    | 11월 10일 | 오부장의 향기       |          |                                                                                  |
| 5    | 11월 17일 | 만년필을 돌려다오~! |          |                                                                                  |
| 6    | 11월 24일 | 감사합니다          |          |                                                                                  |
| 7    | 12월 1일  | 열맞춰              |          |                                                                                  |
| 8    | 12월 8일  | 태양은 다시 뜬다    |          |                                                                                  |
| 9    | 12월 15일 | 이브의 경고         |          |                                                                                  |
| 10   | 12월 22일 | 종소리 울려라       |          | 12월 29일에는 송년특집 <98 톱스타 스페셜> 편성으로 결방.                         |

### 1999년
| 회차 | 방송일   | 제목 (내용)         | 다시보기 | 비고                                                                 |
| ---- | -------- | ------------------- | -------- | -------------------------------------------------------------------- |
| 11   | 1월 5일  | 찬찬찬              |          |                                                                      |
| 12   | 1월 12일 | 끼워주세요!         |          |                                                                      |
| 13   | 1월 19일 | 적과의 동침         |          |                                                                      |
| 14   | 1월 26일 | 나만의 천사         |          |                                                                      |
| 15   | 2월 2일  | 개미와 베짱이       |          |                                                                      |
| 16   | 2월 9일  | 인턴주의보          |          |                                                                      |
| 17   | 2월 23일 | 네꿈을 펼쳐라       |          | 2월 16일에는 설 특집 <스타가족 총출동> 편성으로 결방.                |
| 18   | 3월 2일  | 유리지갑            |          |                                                                      |
| 19   | 3월 9일  | 누가 나를 보고 있다 |          |                                                                      |
| 20   | 3월 16일 | 민구의 집들이       |          |                                                                      |
| 21   | 3월 23일 | 가슴을 열어라       |          |                                                                      |
| 22   | 4월 6일  | 스타 탄생           |          | 3월 30일에는 특집 <비교버라이어티 지피지기>편성으로 결방             |
| 23   | 4월 13일 | 또다른 시작         |          | 4월 20일에는 <장애인의 날 특집 다큐맨터리 벽을 넘어서>편성으로 결방. |
| 24   | 4월 27일 | 큐피트의 실수       |          |                                                                      |

## 참고 사항
- IMF 여파로 별 좋지 않아 시청률 저조로 인한 방송 2개월만 종영하였다.
- 2020년 KBS디지털미디어국에서는 유튜브 채널 옛날티비를 통해 풀영상을 순차적으로 공개하였다.

## 같이 보기
- TV 손자병법
- 신 손자병법